# Holboca
Holboca – wieś w Rumunii, w okręgu Jassy, w gminie Holboca. W 2011 roku liczyła 2737 mieszkańców.